# Emmett (Kansas)
Emmett è un comune degli Stati Uniti d'America, situato nello Stato del Kansas, nella contea di Pottawatomie.